# الأم أرمينيا

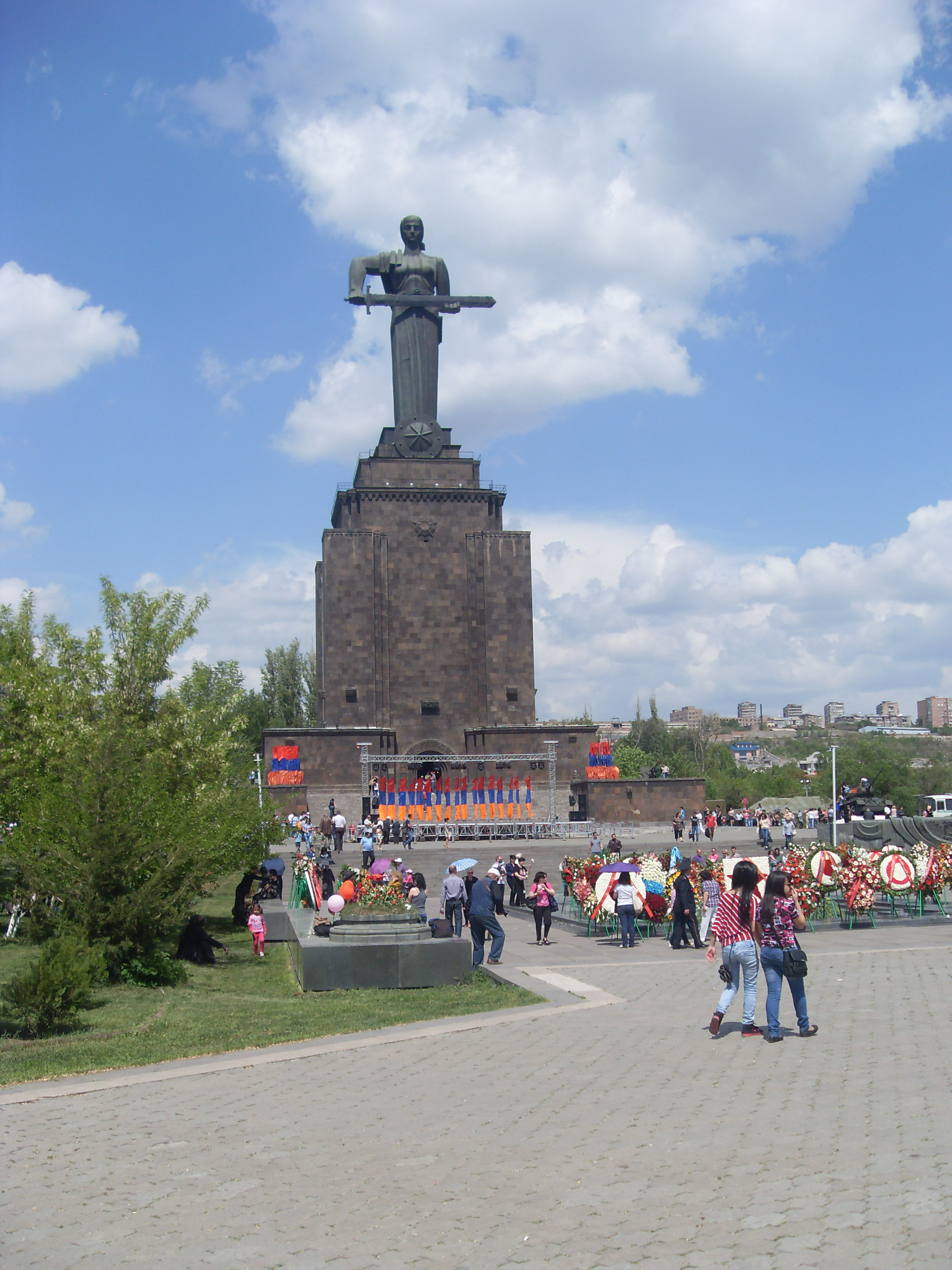
صورة توضح تمثال ماير هايستان

الام أرمينيا (بالأرمنية: Մայր Հայաստան)‏ ماير هاياستان هو تجسيد أنثى لأرمينيا. وأكثر تقديم مرئي عام لها هو تمثال تذكاري في حديقة النصر التي تطل على العاصمة يريفان، أرمينيا.